# Pallavolo ai Giochi olimpici
La pallavolo è stata ammessa nel programma olimpico a partire dalla Olimpiade di Tokyo nel 1964. Sin dalla prima edizione vengono disputati due tornei, uno riservato alle squadre maschili, l'altro alle nazionali femminili.